# HMAS Nizam (G38)
Le HMAS Nizam (G38/D15) est un destroyer de classe N en service dans la Royal Australian Navy pendant la Seconde Guerre mondiale.

## Conception et construction
Le Nizam avait une longueur hors-tout 108,7 mètres (longueur entre perpendiculaires de 69,95 mètres), un faisceau de 10,9 mètres et un tirant d'eau de 3,98 mètres, déplaçant 1 801 tonnes en charge standard et 2 422 tonnes à pleine charge. Il était propulsé par deux turbines à vapeur à engrenage Parsons alimentés par 2 chaudière à tubes d'eau Admiralty et conduisant tous deux un arbre d'hélice. Sa puissance était de 40 000 chevaux-vapeur (30 000 kW) produisant une vitesse de pointe de 36 nœuds (66,7 km/h). Son équipage se composait de 226 officiers et hommes d'équipage.

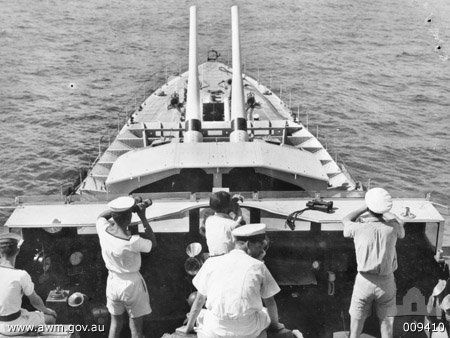
Commandement sur le pont du Nizam. Au second plan est visible l'affût double de 4,7 pouces Mk XII.

Son armement principal était composé de six canons QF Mark XII de 4,7 pouces en trois supports jumelés, un canon QF Mark V de 4 pouces, un canon « pom pom » de 2 livres, quatre mitrailleuses de 0,5 pouce, quatre canons antiaériens de 20 mm Oerlikon, quatre mitrailleuses .303 Lewis, cinq tubes lance-torpilles de 533 mm Pentad, ainsi que deux lanceurs et un rack de charges de profondeur (emportant 45 grenades).
Le Nizam est mis sur cale aux chantiers navals John Brown & Company de Clydebank (Écosse) le 27 juillet 1939, il est lancé le 4 juillet 1940. Bien que propriété de la Royal Navy, le Nizam est mis en service par la Royal Australian Navy le 19 décembre 1940. Il est nommé d'après le dernier souverain régnant de la dynastie des Nizâm, Fateh Jang `Othman `Alî Khân Asaf Jâh VII.

## Historique
Après avoir terminé ses essais en mer, le Nizam opère depuis Scapa Flow, où il est affecté à des missions de la flotte, puis détaché comme escorte de convois traversant l'Atlantique. En avril 1941, le destroyer rejoint un convoi transitant vers Gibraltar, puis navigue autour de l'Afrique à la rencontre des transports de troupes Queen Mary et Queen Elizabeth, qu'il escorte jusqu'à Alexandrie.
Le 21 mai, le Nizam participe au bombardement de Scarpanto, puis est impliqué dans la bataille de Crète. Le destroyer transporta des commandos d'Alexandrie à la baie de Souda et revint avec des blessés. Lorsque la campagne s'envenime, les Nizam et Napier effectuent deux opérations d'évacuation des troupes de l'île qu'ils débarquent ensuite à Alexandrie. Après la victoire de l'Axe, le Nizam participe à la campagne de Syrie-Liban pendant trois semaines, puis participe aux opérations d'approvisionnement des forces alliées pendant le siège de Tobrouk. Le Nizam effectue quatorze missions avant d'être endommagé par une bombe le 14 septembre ; le destroyer est remorqué par le destroyer HMS Kingston, effectuant des réparations temporaires afin d'atteindre Alexandrie.
Après son radoub, le Nizam passe le reste de l'année 1941 à escorter les convois de Malte, à mener des opérations de bombardement en Afrique du Nord et à transporter des troupes à Chypre et à Haïfa. Le 21 octobre 1941, le Nizam faisait partie d'un convoi qui subit l'assaut des bombardiers en piqué Stuka alors qu'il évacuait The Rats of Tobruk, une garnison de l'armée australienne pendant le siège de Tobrouk. Vingt soldats entièrement équipés furent emportés à bord pendant les manœuvres d'évasion, six étant perdus en mer pendant les opérations.
Au début de l'année 1942, les Nizam et Napier naviguent pour Singapour afin de rejoindre leurs sister-ship Nestor en tant qu'escorte du porte-avions HMS Indomitable. En juin, les destroyers de la classe N rejoignent l'escorte d'un grand convoi de Malte, au cours duquel le Nestor est coulé par des avions. Le Nizam participe à la campagne de Madagascar durant le mois de septembre. Le 22 septembre, le Nizam est affecté à Durban afin de patrouiller contre des navires marchands français vichystes, en capturant un et en forçant un autre à se saborder. Sa mission prend fin au bout d'une semaine. Le destroyer rejoint alors Simon's Town (Afrique du Sud) pour un radoub qui dure jusqu'à la fin de l'année.

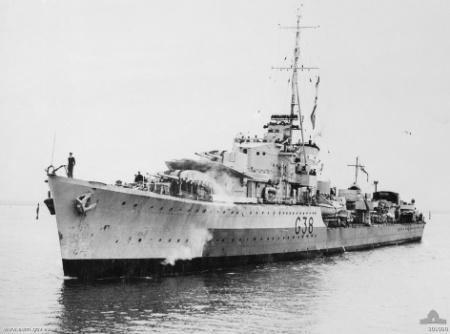
Le Nizam à Port Phillip à la fin de 1944, peu avant son radoub à Melbourne.

Après sa mise en cale sèche, le Nizam rejoint l'Eastern Fleet où il participe à des opérations de ratissage des navires ennemis dans l'océan Indien. Le destroyer est ensuite réaffecté dans l'Atlantique Sud pour lutter contre les sous-marin allemands. Le 13 juillet 1943, il sauve des survivants d'un liberty ship américain coulé par l'U-511. Le 31 juillet, il sauve des survivants d'un navire marchand britannique coulé par l'U-177. Après avoir débarqué les survivants britanniques à terre, le Nizam se dirige vers l'Australie et accoste à Melbourne le 18 août pour un radoub de huit semaines. Le navire reprend ses opérations dans l'océan Indien et, le 17 octobre, il est attaqué sans succès par un sous-marin allemand. Entre la fin de 1943 et le début de 1944, le destroyer est basé au Kenya, puis transféré le 8 mars dans le golfe du Bengale. Lors de son séjour dans la zone, le Nizam participe à l'opération Cockpit, un raid aérien sur des positions japonaises dans les Indes orientales néerlandaises. En novembre, le destroyer retourne à Melbourne pour une autre remise en état. Le 11 février 1945, en transit dans la Grande Baie australienne pendant une tempête, le Nizam est frappé par une vague scélérate, faisant osciller le navire à presque quatre-vingt degrés, au cours duquel dix marins passèrent par-dessus bord. Aucun d'entre eux ne fut retrouvé.

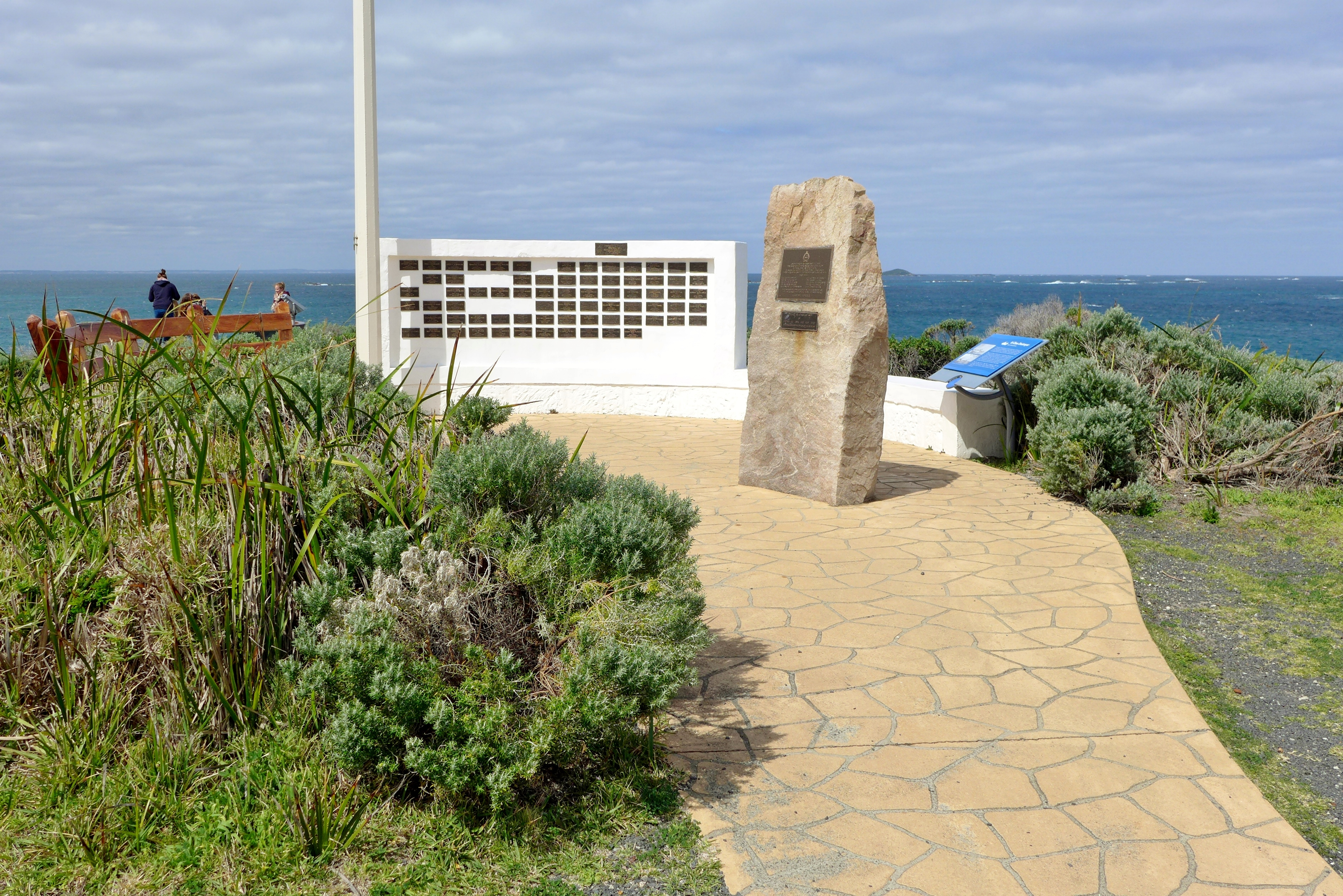
Mémorial du Nizam au dix marins ayant perdu la vie après avoir croisé la route d'une vague scélérate en février 1945.

En 1945, le Nizam est affecté aux théâtres des Philippines et de la Nouvelle-Guinée dans le cadre de la British Pacific Fleet, au cours duquel son numéro de fanion est changé de G38 à D15. Le 15 août 1945, le Nizam reçoit l'ordre de cesser les hostilités ; peu de temps après, le navire est attaqué par un avion de chasse japonais qui fut abattu. Le destroyer est présent dans la baie de Tokyo lors de la reddition japonaise le 2 septembre 1945, appareillant du Japon pour l'Australie le 24 septembre.
Le Nizam est désarmé le 17 octobre 1945 et renvoyé dans la Royal Navy. Son équipage est transféré sur le HMAS Quadrant et le destroyer de classe N est temporairement remis en service en tant que HMS Nizam pour rejoindre l'Angleterre. Retiré du service peu après, il est vendu à la société British Iron & Steel Corporation en 1955 qui le revend par la suite à la société de démolition Thos W Ward (en). Le navire est démoli à Grays en 1956.

## Décorations
Le Nizam a reçu sept honneurs de bataille pour son service en temps de guerre: "Convois de Malte 1941–42", "Crète 1941", "Libye 1941", "Méditerranée 1941", "Océan Indien 1942-44", "Pacifique 1943", et "Okinawa 1945.

## Commandement
- Lieutenant commander Max Joshua Clark du 19 décembre 1940 au 25 janvier 1943.
- Commander Claude Henry Brooks du 26 janvier 1943 au 13 novembre 1944.
- Lieutenant commander William Frank Cook du 14 novembre 1944 au 17 octobre 1945.